# Die Mauer

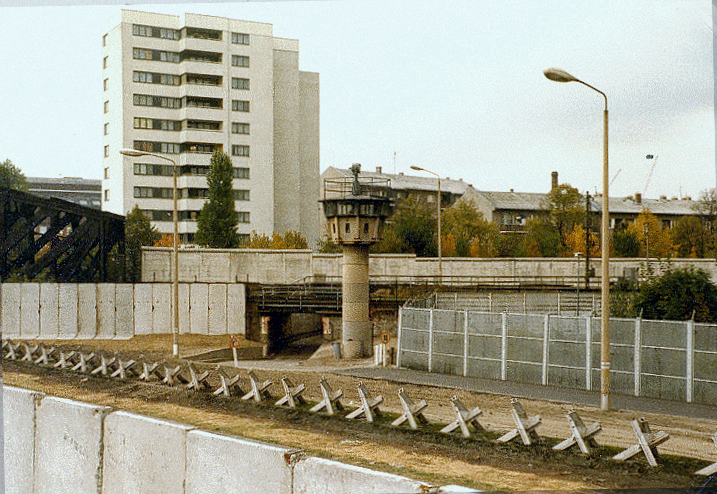
Berlinmuren med vakttorn år 1980.

Die Mauer (tyska: "Muren", det vill säga Berlinmuren) är en balladlåt av det svenska punkbandet Ebba Grön, ursprungligen utgiven på albumet Ebba Grön, som släpptes i april månad 1982. Berlinmuren hade vid den tiden (augusti 1981) funnits i 20 år.
Sångtexten handlar om Berlinmuren och hur den splittrade familjer och kära, hur den delade upp det som tidigare varit ett land och ett folk, Tyskland, i Västtyskland och Östtyskland. Precis innan sången avslutas med ett långt saxofonsolo av Claes Carlsson, hörs en serie knatter som antyder att berättarjaget blir nerskjuten av vakterna vid muren. Die Mauer är en av få låtar från ett punkband som vunnit popularitet som allsång.[källa behövs] Sången finns även gruppens samlingsalbum Ebba Grön 1978-1982 från 1987.
Punkgruppen Mimikry spelade 2005 en inofficiell fortsättning på låten, kallad Die Mauer 2, på albumet Uppsamlingsheatet.